# Крилово (Поріцький район)
Крило́во (рос. Крылово, чув. Крылово) — присілок у складі Поріцького району Чувашії, Росія. Входить до складу Семеновського сільського поселення.
Населення — 61 особа (2010; 71 у 2002).
Національний склад:
- росіяни — 94 %